# 얀 페네호르오프헤셀링크
요하너스 "얀" 페네호르오프헤셀링크(네덜란드어: Johannes "Jan" Vennegoor of Hesselink, 1978년 11월 7일, 올덴잘 ~ )는 네덜란드의 전 축구 선수로, 그의 포지션은 공격수였다. 페네호르와 헤셀링크 모두 성이라고 한다.
2007년 6월 6일, 태국과의 경기에서 국가대표팀 데뷔 이후 첫 골을 넣었고, 2008년 3월 26일에는 오스트리아와의 친선 경기에서 3-3 동점을 이루는 가운데 역전골을 넣어, 네덜란드 대표팀의 역전승에 기여하였다.